# Bandiera della Georgia del Sud e Isole Sandwich Australi
La bandiera della Georgia del Sud e Isole Sandwich Australi è stata adottata nel 1985.
La bandiera, come le altre bandiere britanniche, è una Blue Ensign, ossia una bandiera blu che reca in sé la Union Jack nel quadrante superiore sinistro. La parte destra della bandiera è occupata dallo stemma della Georgia del Sud e Isole Sandwich Australi.